# 한국철도공사 321000호대 전동차
한국철도공사 321000호대 전동차는 수도권 전철 경의·중앙선에서 운행 중인 한국철도공사의 통근형 전동차이다. 현재 총 8량 21개 편성(160량)이 운행하고 있다. 32119편성을 제외한 신조 편성은 자전거 전용 열차다.

## 개요
본래 이 차량은 2006년 12월 15일 수도권 전철 1호선이 소요산역까지 연장 운행하고 전년도 12월 16일 덕소역까지 수도권 전철 중앙선이 개통함에 따라 전동차의 추가 도입 필요성에 의하여 도입된 차량이다. 당시 의정부북부역에서 소요산역까지 전철이 연장되었으나, 실제로는 2006년 말에 의정부역에서 동안역까지 복선 전철로 개통되었다. 차호 개정 이전은 직교류 겸용 5000호대 번호의 86~92편성 및 교류 전용 6000호대 번호의 01~07편성이 존재하였으나 운용의 효율성을 위하여 2007년 말 팔당역 연장 개통과 동시에 8량 1편성으로 일괄 전환 후 수도권 전철 중앙선에 모두 고정 편성되면서 이후 운용되고 있는 이들 차량들의 차호가 기존에 운행되었던 5000호대 86~92편성, 6000호대 01~07편성에서 일괄 321000호대로 변경되었다.

## 기술적 사양

### 제어기기
311000호대 전동차 3세대형과 마찬가지로 도시바사의 VVVF-IGBT 소자가 장착되었으며, 하나의 제어장치가 4개의 모터를 제어한 1C4M 방식을 채택하였다. 기본적으로 311000호대 전동차 3세대형과 마찬가지로 도시바 제품을 사용하고 있다. 이후 우진산전에서 라이센스 생산한 제어 장치가 장착되었으며, 전 차량이 IGBT 소자가 장착되기 때문에 히트파이프에 의한 자연 냉각 방식의 COVO52-A0형 주제어장치를 채용하였다.

### 차체 및대차
차체에는 311000호대 전동차 3세대형과 마찬가지로 STS304를 사용한 스테인리스 용접 방식의 무도장 차체를 사용하고 있으며, 대차는 원추형 고무스프링을 사용한 에어스프링 볼스터리스 방식을 채택하여 승차감 향상과 경량화를 이루었다. 제동장치는 응답성이 빠르고 전기제동과의 조화가 양호한 전기지령식 제동을 사용하고 있다.

### 실내 설비
32101~32114편성은 311000호대 3세대형과, 32115~32118편성은 319000호대와 각각 동일하고, 32119~32121편성은 331000호대와 내부가 동일하다. 32101~32114편성은 기존 311000호대와 마찬가지로 LED 전광판을 사용하는 승객 안내 장치가 설비되었으며, 32115~32121편성은 319000호대, 331000호대와 동일한 LCD 모니터를 사용하여 승객 안내 장치를 설비하였다.

### 승무 설비
32101~32114편성은 311000호대 전동차 3세대형과 승무 설비가 동일하였으나, 2007년 12월 27일부터 중앙선이 팔당역까지 연장 개통되면서 10량에서 8량으로 객차 량수가 축소되고, 2008년 4월 1일부터 1인 승무가 시행되면서 승무 설비를 약간 개조하였다. 32115~32118편성은 5000호대의 79~80편성 일부와 86~92편성, 6000호대 01~07편성의 8량화 후 잔존 객차를 그대로 활용하였으며, 이 과정에서 32118편성의 4량을 새로 제작하였다. 용문역 연장 개통과 함께 도입된 32119~32121편성은 331000호대와 승무 설비가 동일 하며 도입 당시부터 1인 승무 설비를 갖추었다.

### 편성
편성은 팬터그래프와 주변압기, 제어기기, 전동기가 탑재된 M'차, 제어기기와 전동기만이 탑재된 M차, 그리고 보조전원장치와 공기압축기, 축전지, 제어실등을 갖춘 Tc차, 그리고 아무런 기기도 탑재되지 않는 T차로 구성되었다. 5000호대 86~92, 6000호대 01~07은 M'(55XX, 65XX)칸, T1(54XX, 64XX)칸 총 2칸이 더 있었으나 두 칸은 8량화로 인해 빠지게 되었다.
|        |                 | ◇◇              |                 |                 |                 | ◇◇              |        |  |
| 3210XX | 3211XX          | 3212XX          | 3213XX          | 3214XX          | 3215XX          | 3216XX          | 3219XX |  |
| (50XX) | (52XX)          | (53XX)          | (58XX)          | (59XX)          | (56XX)          | (57XX)          | (51XX) |  |
| (60XX) | (62XX)          | (63XX)          | (68XX)          | (69XX)          | (66XX)          | (67XX)          | (61XX) |  |
| Tc     | M               | M'              | T               | T               | M               | M'              | Tc     |  |
| ←문산  | ※XX는 편성 번호 | ※XX는 편성 번호 | ※XX는 편성 번호 | ※XX는 편성 번호 | ※XX는 편성 번호 | ※XX는 편성 번호 | 지평→  |  |

| 객차번호           | 설치된 전장품                        |
| ------------------ | ------------------------------------ |
| 3210XX(50XX, 60XX) | Tc(SIV, 공기압축기, 축전지)          |
| 3211XX(52XX, 62XX) | M(주변환장치)                        |
| 3212XX(53XX, 63XX) | M'(팬터그래프, 주변압기, 주변환장치) |
| 3213XX(58XX, 68XX) | T(무동력객차)                        |
| 3214XX(59XX, 69XX) | T(무동력객차)                        |
| 3215XX(56XX, 66XX) | M(주변환장치)                        |
| 3216XX(57XX, 67XX) | M'(팬터그래프, 주변압기, 주변환장치) |
| 3219XX(51XX, 61XX) | Tc(SIV, 공기압축기, 축전지)          |

## 배속
21개 편성으로 운행하고 있으며, 전 차량 용문차량기지에 배속되어 있다. 용문차량사업소가 생기기 전인 2012년 4월 2일까지는 전 차량이 모두 이문차량기지에 배속되어 있지만, 용문차량기지가 완공된 2012년 4월 3일부터 용문차량기지로 이관하였고, 중검수는 2014년 12월 26일까지 이문차량기지에서 실시하다가 수도권 전철 경의·중앙선 직결 운행이 개시된 2014년 12월 27일부터 문산차량기지에서 실시한다.
- 32101~32121편성: 용문차량기지, 8량

## 현재 운행구간
- ● 수도권 전철 경의·중앙선
  - 경의선: 문산 ~ 가좌
  - 용산선: 가좌 ~ 용산
  - 경원선: 용산 ~ 회기
  - 중앙선: 청량리 ~ 용문 ~ 지평

## 도입 역사

### 1차분 (2006년4월~11월)
- 기존 전동차처럼 LED 전광판이 객실 중앙 천장에 2개씩 현수 형태로 설치됐다.

#### 32101~32107편성(도입 당시 5000호대 586~592편성,2006년4월~7월)
- 용문차량사업소 소속: 32101~32114편성(총 14편성)
- 제작사: 현대로템
- 제어방식: VVVF-IGBT(도시바)

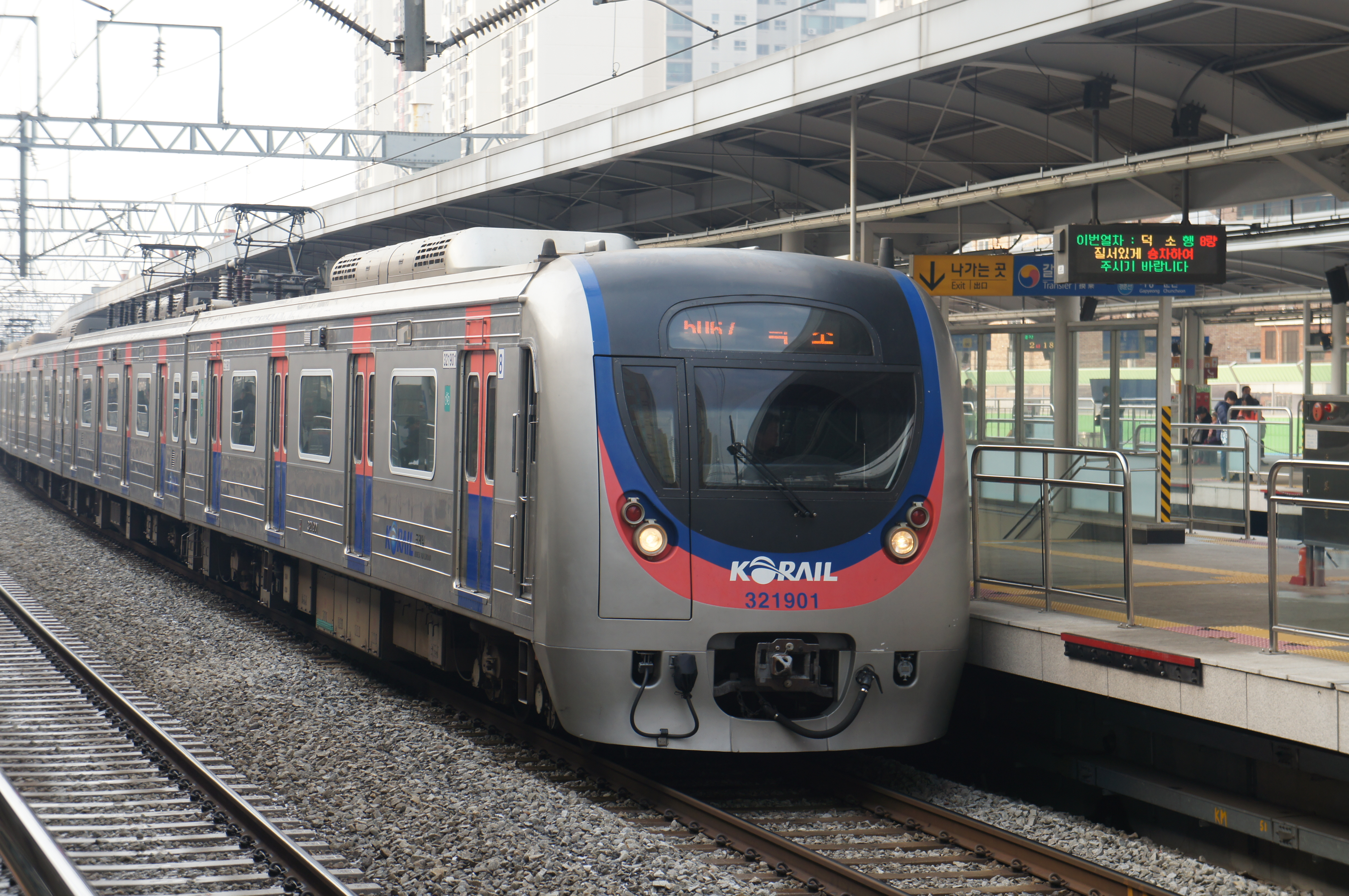
32101편성

교직 혼용 차량으로 제작되어 2006년 10월 24일부터 12월 11일까지 10량으로 도입됐다. 수도권 전철 1호선에서 운행했지만, 팔당역 연장 이후 8량화 및 개조하면서 직류 컨버터가 철거되어 교류 전용으로 변경되어 1호선에서 더 이상 운행하지 않고 수도권 전철 중앙선에서 운행하게 되었다.

#### 32108~32114편성(도입 당시 6000호대 601~607편성,2006년8월~11월)
처음부터 교류 전용 차량으로 제작되어 2006년 11월 9일부터 12월 15일까지 10량으로 도입됐다. 도입 초기에는 용산~덕소간에서 운행하다가 팔당역 연장 이후 8량화 및 개조되었다.

### 2차분 (2007년1월~5월,2008년7월)
- 용문차량사업소 소속: 32115~32118편성(총 4편성)
- 제작사: 현대로템
- 제어방식: VVVF-IGBT(도시바)

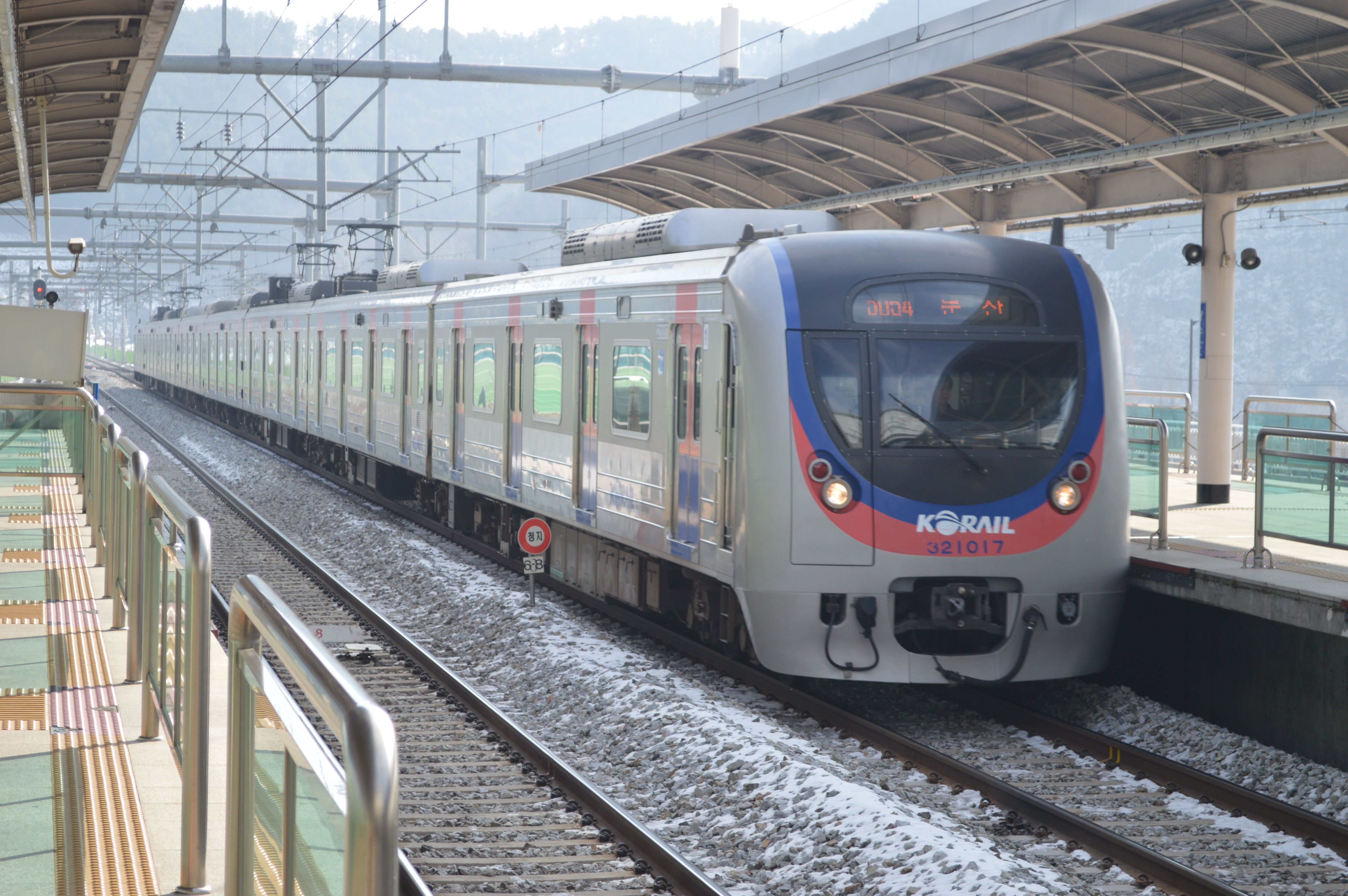
32117편성

- 기존 5000호대 79~80편성 일부와[3] 86~92편성, 기존 6000호대 01~07편성의 8량화 전환 후에, 잔존 차량을 개조하였다.
- 각 출입문 위에 LCD형 모니터가 2개씩 매립된 형태로 설치되었으나, 기존 LCD 모니터의 노후화로 351000호대 3.5세대[4], 381000호대 2세대[5], 391000호대[6]와 동일한 천장부착형 LCD TV로 교체되었다.
- 1인 승무가 가능하도록 하기 위해 원 핸들 마스콘을 채택하였고, 출입문 개폐 스위치가 마스콘 근처에 배치되었다.

#### 32115~32117편성
기존 5000호대 579~80편성의 Tc 칸이 각각 32116, 32115편성의 Tc 칸으로 편입되었으며, 잔존 차량 2대가 32117편성의 Tc 칸으로 개조되었다.

#### 32118편성

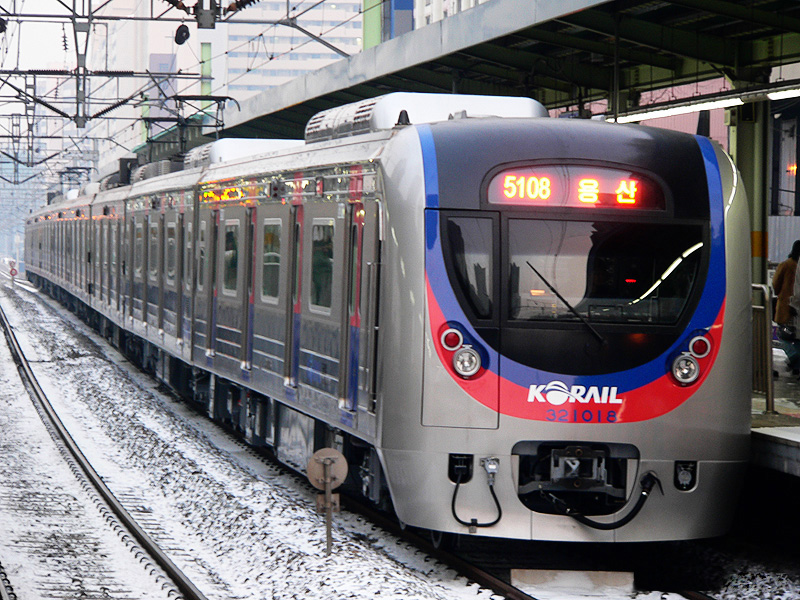
32118편성

321018, 321118, 321518, 321918호는 2008년 7월 신조 제작되어 2008년 11월 21일 도입됐으며, 321218~321418, 321618호는 개조차량이다.

### 3차분 (2009년7월~8월)
- 용문차량사업소 소속: 32119~32121편성(총 3편성)
- 제작사: 현대로템
- 제어방식: VVVF-IGBT(도시바)

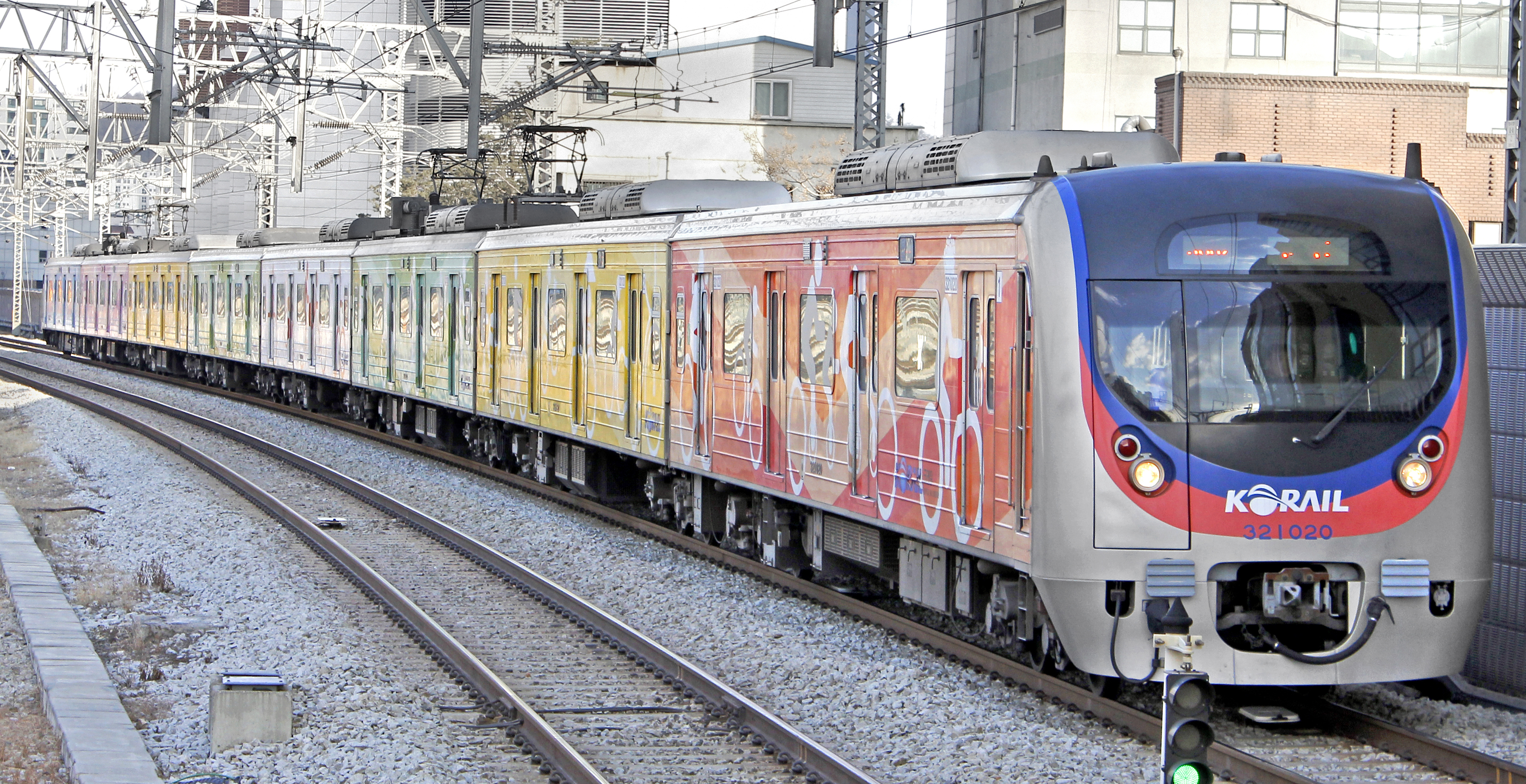
32120편성

- 지평역 연장에 대비하여 도입된 차량으로, 2009년 10월 24일부터 11월 13일까지 도입되었다.
- 각 출입문 위에 LCD형 모니터가 2개씩 매립된 형태로 설치되었으나, 기존 LCD 모니터의 노후화로 351000호대 3.5세대[8], 381000호대 2세대[9], 391000호대[10]와 동일한 천장부착형 LCD TV로 교체되었다.
- 전면부에 충격 흡수 장치가 설치되었고, 실내등을 LED 형식으로 변경하였다.
- 전면부와 측면부의 LED 표출 방식이 변경되었다.
- 자동통로문을 설치하였고, 키 높낮이를 고려한 입석 손잡이를 채용하였다.
- 1인 승무가 가능케 하기 위해 원 핸들 마스콘을 채택했고, 출입문 개폐 스위치를 마스콘 근처에 배치하였다.

### 4차분 (2031년예정)
- 용문차량사업소 소속: 32122~32139편성 (총 18개 편성)
- 제작사: 미정
- 제어방식: VVVF-IGBT(미정)

2006년~2008년에 도입될 차량은 32101~32118편성 대차분이다.

## 개조

### 8, 6량화 및 6량 편성과 8량 편성 혼합 운행
중앙선이 팔당까지 연장 개통된 후에, 5000호대 86~92편성, 6000호대 01~07편성이 10량에서 55XX, 65XX에 해당된 M'칸, 54XX, 64XX에 해당된 T1칸 총 2량을 빼 8량으로 감축시키고 8량화 이후에, 잔존 객차와 구 5000호대 79~80편성 일부를 가지고 32115~32118편성으로 재편성했다. 또한 2011년 10월 1일부터 차량 운용 효율화를 위해 32106편성 이후 차량을 대상으로 6량 1편성으로 감축 운행하기 시작하였다. M차, T차 1량씩 2량이 빠지게 됐고, 35134~35140편성 및 31183~311187편성 부수차로 편입됐으나, 이용 불편을 이유로 2012년 5월 21일부터 1일 42회, 동년 6월 1일부터 1일 58회로 8량 편성 전동차가 운행됐고, 한국철도공사에서 2014년까지 경의선 직결운행을 염두에 두고 모든 편성을 8량으로 환원한다는 계획에 따라 전 편성이 모두 8량으로 환원되었다.

### 자전거전용열차개조
한국철도공사는 자전거 이용 고객들의 불편을 해소하기 위하여 2012년 5월 21일에 6량 1편성으로 운행 중인 32119편성을 제외한 신조편성에 거치대 전용 좌석을 설치하는 자전거 전용 열차로 개조하고 운행하는 계획을 발표하였으며, 경의중앙선 개통 전날까지 용산~덕소 간 4회와 용산~용문 간 8회 운행하였으나, 경의중앙선 직결 운행 개통과 동시에 혼용 운행으로 변경되었다. 최근 32120편성이 자석 도색으로 환원되며 남은 자전거 열차는 32121편성 뿐이지만, 이마저도 곧 환원될 예정이다.

### 자동 통로문 개조
32101~32118편성은 수동 미닫이식이던 기존 인통문을 투명 유리로 된 자동 인통문으로 교체하였다.

### 객실내 스피커 교체
2016년 하반기와 2017년 상반기에 321000호대 1차분 차량을 대상으로 모든 차량의 스피커가 교체됐다.

### 측면 행선LED가동 중단
현재 스크린도어가 모두 설치되어 앞칸과 뒷칸을 제외한 모든 안내기가 소등되었다.

## 현황
현재 운행 중인 차량은 가독성을 높이기 위해 굵은 글씨로 표시했다.

### 1세대분
| 차호       | 도입 시기      | 개조 시기 | 운행 중단 시기 | 비고 |
| ---------- | -------------- | --------- | -------------- | --- |
| 32101 편성 | 2006년         | 2008년    | 운행 중        | 5000호대 586~592편성에서 번호를 변경한 차량이다. 32104편성은 2006년 12월 15일 수도권 전철 1호선 가능~소요산 구간 개통식 차량으로 사용되었다.                                                  |
| 32102 편성 | 2006년         | 2008년    | 운행 중        | 5000호대 586~592편성에서 번호를 변경한 차량이다. 32104편성은 2006년 12월 15일 수도권 전철 1호선 가능~소요산 구간 개통식 차량으로 사용되었다.                                                  |
| 32103 편성 | 2006년         | 2008년    | 운행 중        | 5000호대 586~592편성에서 번호를 변경한 차량이다. 32104편성은 2006년 12월 15일 수도권 전철 1호선 가능~소요산 구간 개통식 차량으로 사용되었다.                                                  |
| 32104 편성 | 2006년         | 2008년    | 운행 중        | 5000호대 586~592편성에서 번호를 변경한 차량이다. 32104편성은 2006년 12월 15일 수도권 전철 1호선 가능~소요산 구간 개통식 차량으로 사용되었다.                                                  |
| 32105 편성 | 2006년         | 2008년    | 운행 중        | 5000호대 586~592편성에서 번호를 변경한 차량이다. 32104편성은 2006년 12월 15일 수도권 전철 1호선 가능~소요산 구간 개통식 차량으로 사용되었다.                                                  |
| 32106 편성 | 2006년         | 2008년    | 운행 중        | 5000호대 586~592편성에서 번호를 변경한 차량이다. 32104편성은 2006년 12월 15일 수도권 전철 1호선 가능~소요산 구간 개통식 차량으로 사용되었다.                                                  |
| 32107 편성 | 2006년         | 2008년    | 운행 중        | 5000호대 586~592편성에서 번호를 변경한 차량이다. 32104편성은 2006년 12월 15일 수도권 전철 1호선 가능~소요산 구간 개통식 차량으로 사용되었다.                                                  |
| 32108 편성 | 2006년         | 2008년    | 운행 중        | 6000호대 601~607편성에서 번호를 변경한 차량이다. |
| 32109 편성 | 2006년         | 2008년    | 운행 중        | 6000호대 601~607편성에서 번호를 변경한 차량이다. |
| 32110 편성 | 2006년         | 2008년    | 운행 중        | 6000호대 601~607편성에서 번호를 변경한 차량이다. |
| 32111 편성 | 2006년         | 2008년    | 운행 중        | 6000호대 601~607편성에서 번호를 변경한 차량이다. |
| 32112 편성 | 2006년         | 2008년    | 운행 중        | 6000호대 601~607편성에서 번호를 변경한 차량이다. |
| 32113 편성 | 2006년         | 2008년    | 운행 중        | 6000호대 601~607편성에서 번호를 변경한 차량이다. |
| 32114 편성 | 2006년         | 2008년    | 운행 중        | 6000호대 601~607편성에서 번호를 변경한 차량이다. |
| 32115 편성 | 2006년         | 2008년    | 운행 중        | 5000호대/6000호대의 잔존 객차가 편성되었다. |
| 32116 편성 | 2006년         | 2008년    | 운행 중        | 5000호대/6000호대의 잔존 객차가 편성되었다. |
| 32117 편성 | 2006년         | 2008년    | 운행 중        | 5000호대/6000호대의 잔존 객차가 편성되었다. |
| 32118 편성 | 2006년, 2008년 | 2008년    | 운행 중        | 객차 중 4량은 신조되었고, 나머지는 5000호대의 잔존 객차가 편성되었다. |
| 32119 편성 | 2009년         | 신조 편성 | 운행 중        | 32121편성이 자전거 전용 열차로 운행하고 있다. 32120편성은 자전거 전용 열차로 운행하다가 자석 도색으로 환원되었다. 32121편성은 마찬가지. 한국철도공사 331000호대 전동차의 기반으로 제작되었다. |
| 32120 편성 | 2009년         | 신조 편성 | 운행 중        | 32121편성이 자전거 전용 열차로 운행하고 있다. 32120편성은 자전거 전용 열차로 운행하다가 자석 도색으로 환원되었다. 32121편성은 마찬가지. 한국철도공사 331000호대 전동차의 기반으로 제작되었다. |
| 32121 편성 | 2009년         | 신조 편성 | 운행 중        | 32121편성이 자전거 전용 열차로 운행하고 있다. 32120편성은 자전거 전용 열차로 운행하다가 자석 도색으로 환원되었다. 32121편성은 마찬가지. 한국철도공사 331000호대 전동차의 기반으로 제작되었다. |

### 2세대분
| 차호       | 도입 시기   | 운행 중단 시기 | 비고 |
| ---------- | ----------- | -------------- | ---- |
| 32122 편성 | 2031년 예정 | 제작 예정      |      |
| 32123 편성 | 2031년 예정 | 제작 예정      |      |
| 32124 편성 | 2031년 예정 | 제작 예정      |      |
| 32125 편성 | 2031년 예정 | 제작 예정      |      |
| 32126 편성 | 2031년 예정 | 제작 예정      |      |
| 32127 편성 | 2031년 예정 | 제작 예정      |      |
| 32128 편성 | 2031년 예정 | 제작 예정      |      |
| 32129 편성 | 2031년 예정 | 제작 예정      |      |
| 32130 편성 | 2031년 예정 | 제작 예정      |      |
| 32131 편성 | 2031년 예정 | 제작 예정      |      |
| 32132 편성 | 2031년 예정 | 제작 예정      |      |
| 32133 편성 | 2031년 예정 | 제작 예정      |      |
| 32134 편성 | 2031년 예정 | 제작 예정      |      |
| 32135 편성 | 2031년 예정 | 제작 예정      |      |
| 32136 편성 | 2031년 예정 | 제작 예정      |      |
| 32137 편성 | 2031년 예정 | 제작 예정      |      |
| 32138 편성 | 2031년 예정 | 제작 예정      |      |
| 32139 편성 | 2031년 예정 | 제작 예정      |      |

## 사진

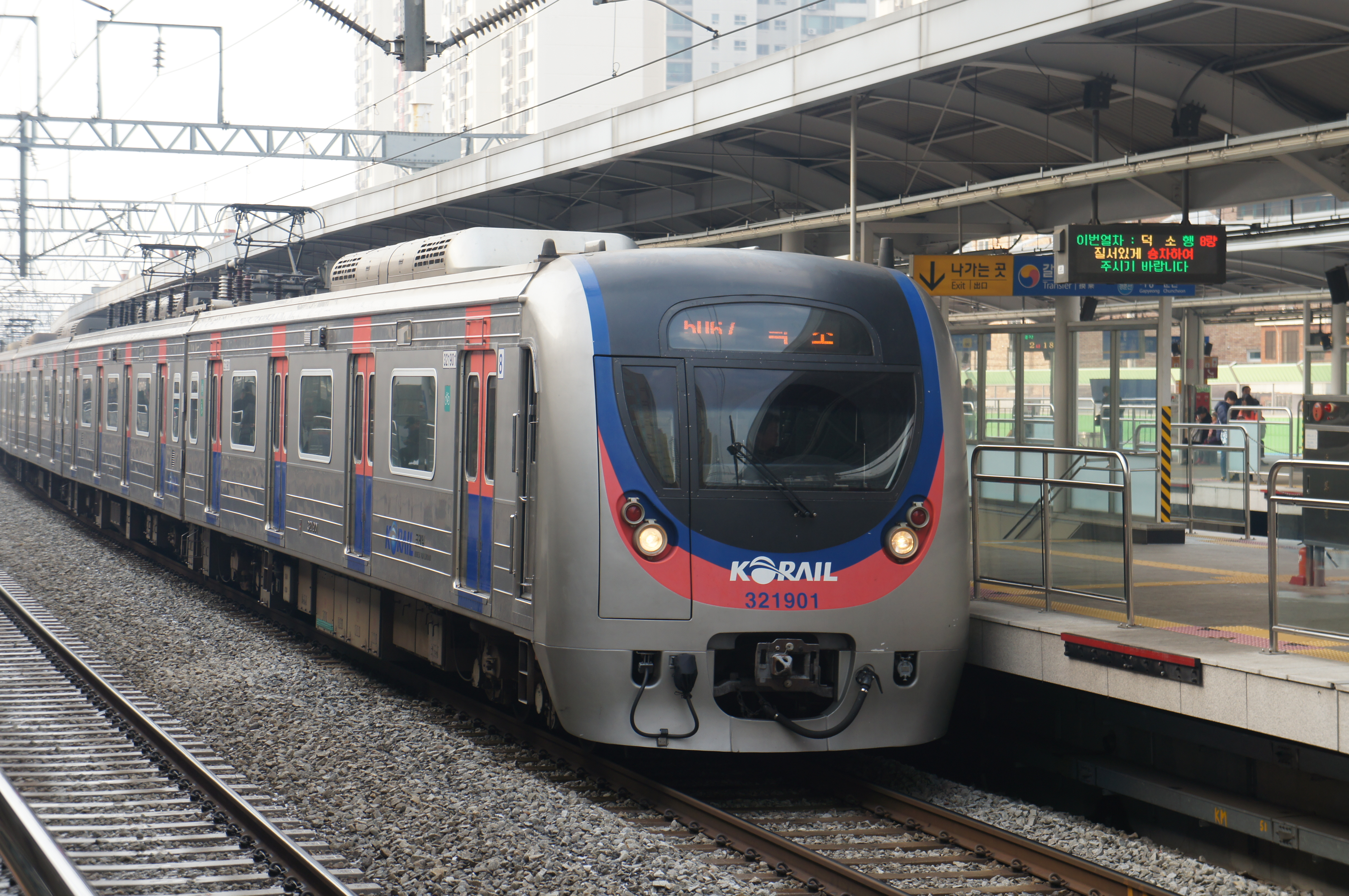
상봉역에 정차하고 있는 32101편성(1차분)
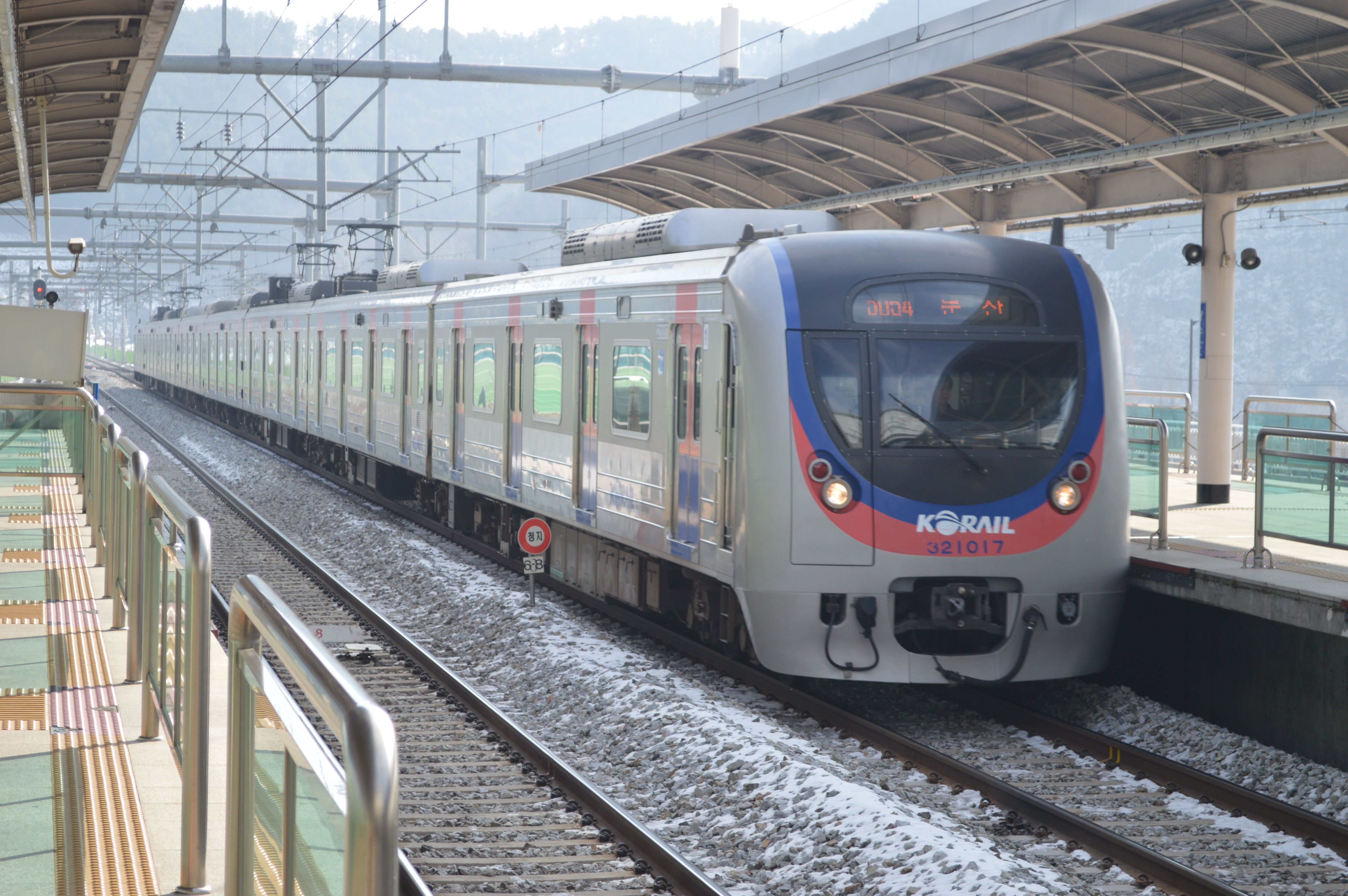
양수역에 진입하고 있는 32117편성(2차분)
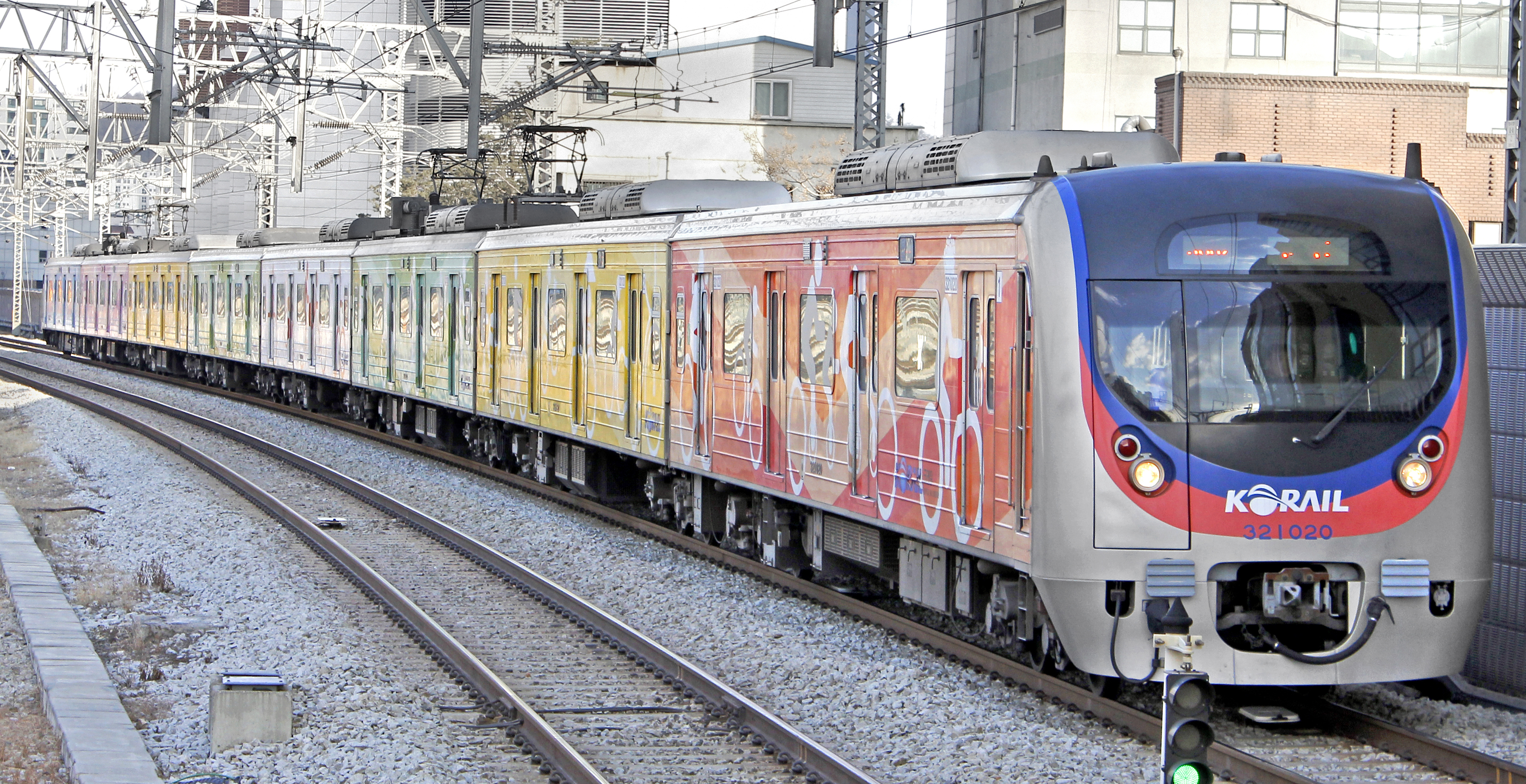
자전거 전용 열차 32120편성(3차분) 재도색 전
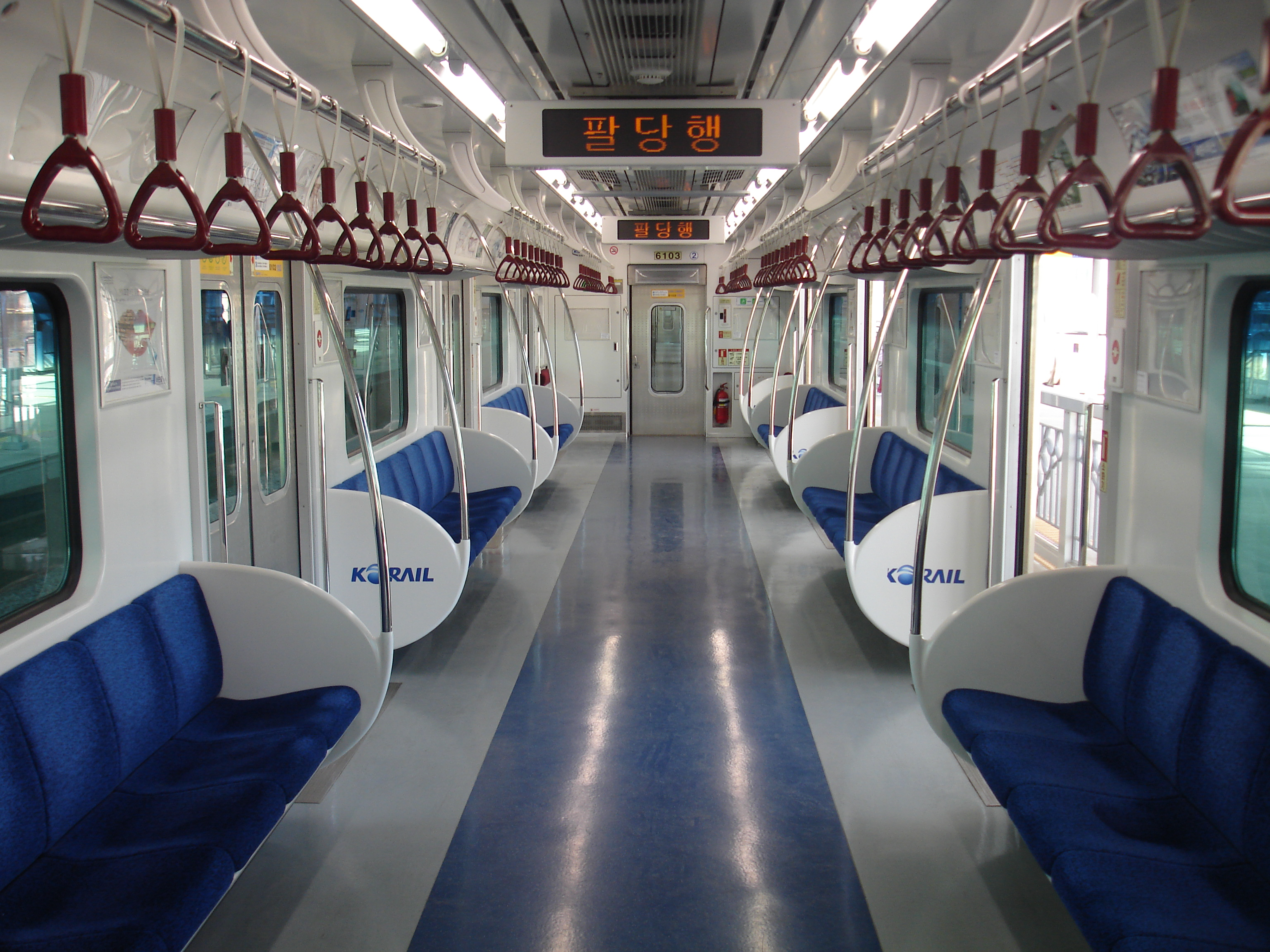
321910호 차량 내부 (자전거 거치대 설치 및 차호 개정 전)
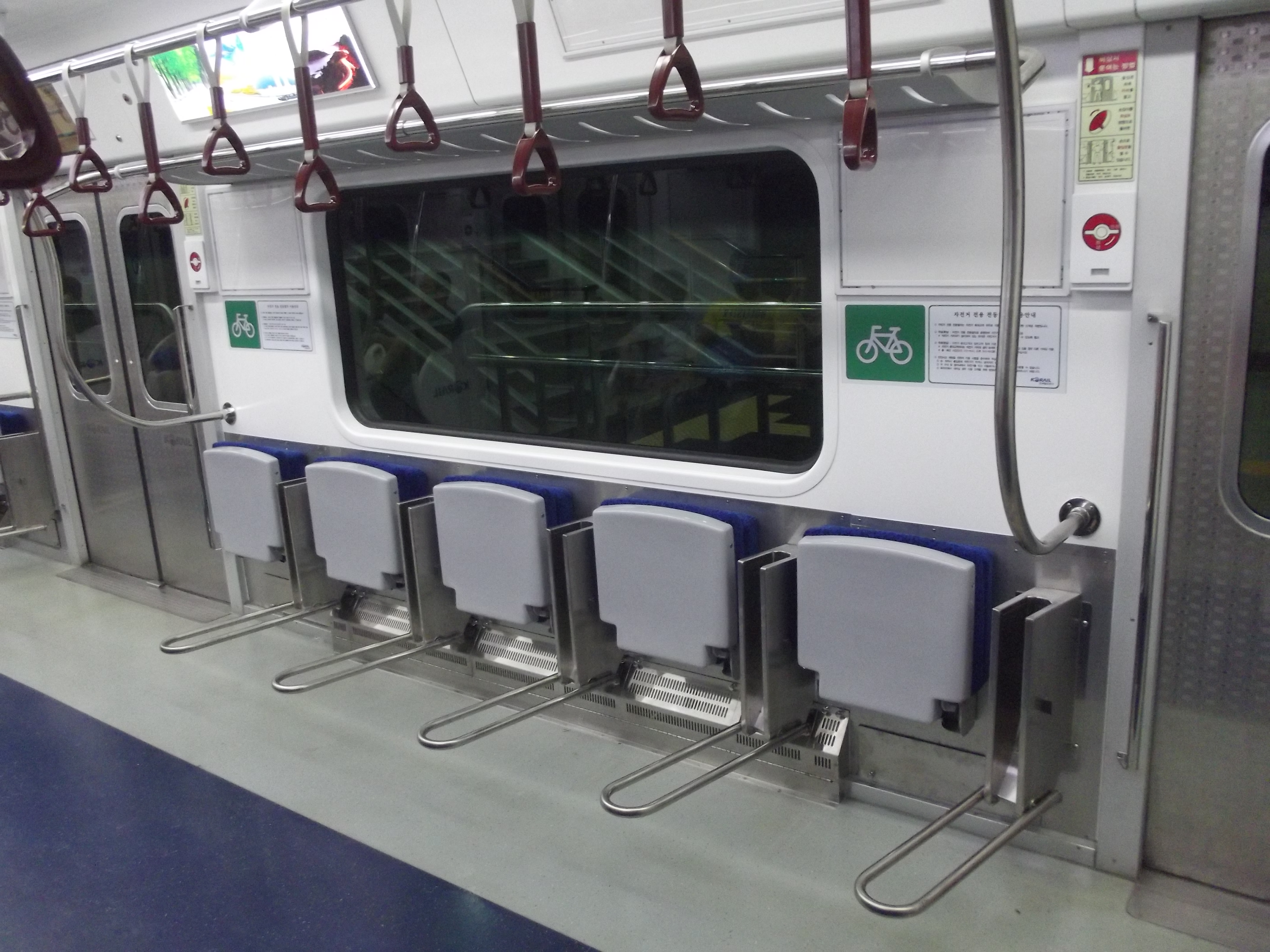
321921호에 설치된 자전거 거치대 겸용 좌석

## 같이 보기
- 한국철도공사
- 수도권 전철 경의·중앙선
- 한국철도공사 331000호대 전동차
- 한국철도공사 391000호대 전동차